# Cuevas del Rayo
Las Cuevas del Rayo (en menorquín: Coves d'es Llamp) es un conjunto de cuevas mayoritariamente submarinas situadas a los pies de Mola de Fornells, a su vez situada al este de la bahía de Fornells.
Es una las numerosas cuevas excavadas por el mar en la costa norte de la isla de Menorca.
Se trata de un conjunto de cuevas submarinas, situadas hasta una profundidad máxima de unos 16 metros. Las cuevas se abren en sentido ascendente por lo el final de las mismas se encuentra por encima del nivel del mar y hay una cámara con aire donde se puede respirar. 
Estas cámaras sirven de refugio a colonias de murciélagos que acceden a las mismas desde tierra a través de algunas fisuras.Las cuevas no son accesible para las personas desde tierra pues las fisuras son de un tamaño muy reducido.
Otras cuevas presentes en esta zona reciben los siguientes nombresː
- Cova d'Es Orgues (Cueva de los Órganos) en coordenadas 40,063490 N 4,160830 E
- Cova de Ses Bruixes (Cueva de las Brujas) en coordenadas 40,061375 N 4,167061 E
- Cova de ses Imatges (Cueva de las Imágenes)
- Cova des Bufador (Cueva del Sopladero)
- Cueva de los Ingleses (La Cova dels Anglesos)
- Cueva de La Bonita (Cova de Na Polida)